# Europa: operazione strip-tease
Europa: operazione strip-tease è un film del 1964 diretto da Renzo Russo.

## Trama
Il film propone numeri di varietà e spogliarelli collegati alle disavventure di tre amici.